# Старогард Гдански
Старо̀гард Гда̀нски (на полски: Starogard Gdański; на кашубски: Starogarda; на немски: Preußisch Stargard) е град в Северна Полша, Поморско войводство. Административен център е на Старогардски окръг, както и селската Старогардска община, без да е част от нея. Самият град е обособен в самостоятелна градска община с площ 25,28 км2. Към 2010 година населението му възлиза на 48 185 жители. Столица е на етнокултурния регион Кочевия.